# Tête Carrée
La Tête Carrée (en francès, cap quadrat) és una escultura de dimensions colossals que funciona com un edifici. De fet, aquest acull el local administratiu de la biblioteca municipal amb vocació regional (BMRV) a Niça, França.

## El monument
La Tête Carrée és una escultura monumental 30 metres d'alçada. Consta d'una part cúbica de 14 metres de costat que allotja les oficines de la biblioteca Louis-Nucéra. Aquesta part compta amb set plantes i està sostinguda per la part inferior, un bust d'alumini de proporcions gegantines que està estirat sobre marcs i amb un acabat amb sorra per obtenir un efecte mat del conjunt. Tot aquest té un color gris pàl·lid, tonalitat escollida per harmonitzar amb les parets de marbre. Destaquem que el bust està truncat a l'alçada de la boca.

## Ubicació
L'edifici està situat a l'angle nord de la passeig de les arts, a la intersecció de l'avinguda Sant-Jean-Baptiste i la travessia de Barla.

## Context històric
L'any 1996, la ciutat de Niça va promoure un concurs d'arquitectura per a la creació d'una biblioteca central al passeig de les arts. Yves Bayard proposa instal·lar el local administratiu de la biblioteca en una escultura monumental habitada. Inspirat en la maqueta de La Tête Carrée de Sosno, el projecte de l'arquitecte Yves Bayard associat a Francis Chapus i amb l'acord de l'escultor, guanyà el concurs. L'edifici s'inaugurà el 29 juin 2002.